# 王一中
王一中（1576年—1647年），字元樞，號石門，浙江處州府麗水縣民籍，青田縣人，明朝政治人物。

## 生平
王一中是萬曆三十四年（1606年）丙午科浙江鄉試第三十一名舉人，三十五年（1607年）聯捷丁未科會試第四名，三甲第六十五名進士。刑部觀政，授福建古田縣知縣，曾提拔陳宏德等士子，三十九年（1611年）調河南新蔡縣知縣，四十年（1612年）調杞縣知縣。
泰昌元年（1620年）八月行取授廣西道監察御史，上請罷設內市，檢舉明熹宗乳母客氏、秉筆太監魏忠賢。
天啟元年（1621年）巡按山東，二年（1622年）剿滅白蓮教徐鴻儒，四年（1624年）二月陞太僕寺少卿，七年（1627年）二月得薦任操江都御史，但被魏忠賢矯旨削奪為民，離開北京時身衣襤褸，只帶著少量行李，幾位僮僕，嗟嘆而去。
王一中居鄉期間，獎勵後進，著述五經、府志，不接受當道推薦，與士子研究道德性命之學。崇禎元年（1628年）三月陞光祿寺卿，召對稱旨，卻因不依附權貴調南京光祿寺卿，多次上疏乞休，後致仕歸里。順治四年（1647年）去世，享年七十二歲，入祀鄉賢祠。

## 著作
著有《瑞芝堂集》、《經書疏解》、《東巡疏草》、《祿勳疏草》、《柱下焚餘》等書流傳。

## 家族
曾祖王巽；祖父王順度；父王敦儀。母陳氏；繼母弓氏、陳氏。嚴侍下。兄王一初。子王胤昌、王胤昇。

## 引用
1. 1 2 3  光緒《青田縣志·卷十·人物志》：王一中，字石門，丱角能文，為湯若士所器重，中萬厯丁未進士第四人，歷宰三邑皆以清廉著；令古田時拔陳宏德於囹圄，後登賢書，閩人以為美談。行取入都，授廣西道御史，疏罷內市，糾保母客氏、權璫魏忠賢，巡按山東，蕩平妖寇徐鴻儒等；陞光祿寺卿，首推操江都御史，忠賢挾夙忿，即於會推降旨削奪，使人隨於路，見其行李蕭條、一二僮僕、身衣襤褸，嗟嘆而去。居家十於載，獎引後進，抑抑忘倦述五經、輯郡乘，當道屢薦不起；日以道德性命之學與諸子相研究，尤深於《易》，凡天文地理、諸子百家，以至遷固煜壽之史稗官雜說靡不探討。再擢光祿卿，召對稱旨，以不附權要調南光祿，屢疏乞休，壽七十有二，所著有《瑞芝堂集》、《經書疏解》、《東巡疏草》、《祿勳疏草》、《柱下焚餘》諸書，祀鄉賢，子胤昌、胤昇。
2. ↑  光緒《青田縣志·卷九·選舉志》：萬厯三十四年丙午科（舉人） 王一中 本縣人，麗水籍，丁未進士
3. ↑  《萬曆三十五年丁未科进士履历便览》：王一中，口口，礼记房，丙子三月十五日生。丽水人，丙午乡三十一名，会四名，三甲六十五名。刑部政，丁未八月授古田知县，辛亥调新蔡知县，壬子调杞县，戊午考选，庚申授广西道御史，辛酉山東巡按，甲子升太仆寺少卿，丁卯为民。曾祖巽。祖顺度。父敦義，庠生。
4. ↑  《明光宗貞皇帝實錄·卷三》：（泰昌元年八月戊申）下考選散館各官俱令實授，從吏部遵奉遺詔之請也。……（王）一中、（喬）承詔、（游）士任廣西道……皆監察御史。
5. ↑  《明熹宗悊皇帝實錄·卷三十九》（梁本）：（天啟四年二月）辛卯太僕寺卿饒伸為刑部左侍郎，南京戶部右侍郎白所知改工部左侍郎、協理殿工，大理寺卿柳佐為工部右侍郎，右僉都御史楊漣為左副都御史，廣西道御史王一中為太僕寺少卿。
6. ↑  《明熹宗悊皇帝實錄·卷八十一》：（天啟七年二月丁巳）陞順天府府丞劉志選為南京都察院右僉都御史、提督操江，正推太僕寺少卿王一中以門戶削奪。
7. ↑  史語所藏鈔本《崇禎長編·卷七》：（崇禎元年三月丙寅）吏部題覆會推陞轉題差各官補給應得誥命，已經推陞者照推陞職銜題差者照原官遇缺即行起用。計會推被處官二十二員……張捷、王一中、潘雲翼光祿寺卿……